# 张羽 (元朝)
张羽（13世纪？—1276年），字飞卿，陕西人，元朝将领。
张羽本来出任千户，在忽必烈时代，议中书省事。至元十三年（1276年），元兵渡长江攻打南宋，张羽申请至临安，为宋朝君臣陈说祸福，走到长江中心，宋军将他杀死。忽必烈诏下任命他一子为官，其家免除赋役。